# Ешевский, Степан Васильевич
Степа́н (Стефа́н) Васи́льевич Еше́вский (6 [18] февраля 1829, Костромская губерния — 27 мая [8 июня] 1865, Москва) — российский историк, специалист по истории раннего Средневековья, ординарный профессор Московского университета.

## Биография
Родился в дворянской семье в селе Вяткины Горы Кологривской округи Костромской губернии.
Учился сначала в костромской (с 1839), потом в нижегородской гимназии (1842—1846). Находился под влиянием учителя истории, писателя П. И. Мельникова (псевдоним — Андрей Печерский), который привил Ешевскому интерес к истории: задавал читать исторические труды по Древнему Египту, требовал философского обоснования падения Римской империи, подробного рассказа о Персидской империи при Сасанидах. Вместе с другом детства К. Н. Бестужевым-Рюминым Ешевский часто бывал на дому у своего учителя, где вёл беседы в том числе и по различным историческим вопросам. В старших классах гимназии в связи с отпуском Мельникова вёл уроки истории в 3-м и 4-м классах. Под руководством Мельникова к годичному акту в гимназии Ешевский подготовил речь «О Пребывании Петра Великого в Нижнем», тогда же напечатанную в «Нижегородских Губернских ведомостях».
В 1846 году поступил в Казанский университет на 1-е (словесное) отделение философского факультета (ныне историко-филологический), где слушал лекции учёного-энциклопедиста Н. А. Иванова, одного из лучших в то время профессоров, по русской и всеобщей истории.
В 1847 году Ешевский перешёл в Московский университет, где слушал лекции П. Н. Кудрявцева и Т. Н. Грановского. Под руководством Кудрявцева он занялся изучением начала средневековья, изучая труды Григория Турского. Написанная Ешевским кандидатская диссертация, посвященная этому писателю, обратила на себя внимание Грановского.
Окончил историко-филологический факультет Императорского Московского университета со степенью кандидата (1850) и начал службу в Николаевском институте для штаб и обер-офицерских сирот, где преподавал историю в младших классах. Занимался журналистикой (1850—1854). В 1851 году напечатал в «Московских Ведомостях» рецензию на «Судьбы Италии» Кудрявцева, а в 1852 году, в «Отечественных Записках» — «Обозрение истории литературы за 1851 г.» и рецензию на публичные лекции Грановского.
В последние годы своего студенчества он ревностно изучал историческую литературу. В 1853—1854 гг. читал русскую историю и статистику России в одесском Ришельевском лицее. Защитил в 1855 году магистерскую диссертацию «Аполлинарий Сидоний». Книга эта, до сих пор не потерявшая своей цены, представляет блистательную картину политического, умственного и нравственного состояния Галлии в V веке. В характеристике Сидония слышится ученик Кудрявцева, тонкого психолога. Главное достоинство книги (по замечанию Кудрявцева на диспуте) состоит в том, что автору удалось показать, как из развалин старого возникает новое общество.
В 1855 году Ешевский был избран Казанским университетом адъюнктом на кафедру русской истории, вместо Н. А. Иванова; вскоре был утверждён экстраординарным профессором. В Казани он сначала читал курс об Елизавете Петровне (напечатанный в «Отечественных Записках», а потом в «Сочинениях»), очень замечательный для того времени, когда архивы ещё были закрыты и не только не появились соответствующие тома «Истории России» Соловьёва, но не было и монографий Семевского. Важно было то, что Ешевский ввел в своё изложение данные «Полного Собрания Законов». В следующий год Ешевский читал курс историографии, который сохранился только в записках слушателей. Успех Ешевского у слушателей был необыкновенно велик: профессор знакомил живым словом с современным состоянием науки, именно тогда оживившейся.
В годы преподавания в Казанском университете Ешевский предпринял самостоятельные археологические изыскания в районе р. Камы и Седьмиозерной пустыни, в результате которых им была собрана коллекция булгарских ювелирных украшений. Ешевский был инициатором открытия при Казанском университете этнографического музея (1856). После смерти Т. Н. Грановского, Московский университет выбрал Ешевского в его преемники; но министерство не отпустило Ешевского из Казани.
Весной 1857 года он женился на Юлии Вагнер, дочери казанского геолога П. И. Вагнера, и, оставив казанскую университетскую кафедру Ешевский переехал в Москву, где занял место преподавателя в Александровском сиротском кадетском корпусе. В начале 1858 года министерство наконец утвердило его профессором московского университета по кафедре всеобщей истории. Свою первую лекцию здесь он посвятил памяти скончавшегося своего учителя Кудрявцева. Курс, который он начал читать, назывался: «Центр Римского мира и его провинции». Как бы предвосхищая V том истории Моммзена, Ешевский живо обрисовал характер каждой провинции, её прошлое, влияние на неё Рима и обратное влияние её на Рим. Курс следующего года: «Очерк язычества и христианства». Здесь профессор вводил слушателей во внутреннюю историю тогдашнего Рима, знакомил с борьбой язычества с христианством и с победой последнего. Кроме средней истории, излагавшейся им монографически (он считал возможным создать общий курс истории не ранее 15 лет монографических курсов), Ешевский читал ещё курс древней истории, излагавшейся не по источникам. Этого курса он не писал, и потому его нет в изданных «Сочинениях». Судя по воспоминаниям слушателей, курс знакомил начинающих с исторической критикой.
С 1859 по 1861 год Ешевский находился за границей: посетил Германию, Италию, Швейцарию, Францию, слушая лекции в университетах: его живая характеристика профессоров сохранилась в дневнике путешествия и приводится в биографии, приложенной к изданию его сочинений. Сверх того, он посещал учебные заведения, о чём поместил статью в «Отечественных записках»; осматривал музеи, а в Париже готовил материалы для докторской диссертации о Брунегильде, которая осталась ненаписанной.
Неполных четыре года продолжалась жизнь Ешевского по возвращении из-за границы: летом 1862 года его постиг первый удар паралича, в 1864 году он поторопился ввернуться из-за границы и 25 мая 1865 года скончался. В эти тяжёлые годы он прочитал один полный курс, названный в издании: «Эпоха переселения народов, Меровинги и Каролинги», куда вошли материалы, собранные им для диссертации о Брунегильде; другой курс, о феодализме, остался неоконченным. Вступительные лекции его в новый курс напечатаны под названием: «О значении рас в истории»; он внес сюда результаты тогдашних антропологических исследований. В последние года он много интересовался доисторической археологией. Возникавшее тогда Московское археологическое общество возбуждало в нём большое сочувствие; он дал ему статью: «О свайных постройках», стал одним из его основателей.
Как профессор и ученый, Ешевский отличался замечательной объективностью, живостью понимания и изложения. В нём не было ничего ходульного, придуманного; он был искренен и правдив и на кафедре, и в жизни. Нервный и впечатлительный, он вносил страстность во все свои отношения: университетские столкновения доводили его нередко до болезненных припадков. Раз его вынесли из бурного заседания совета. Даже во время самой тяжкой болезни он был не чужд проявления юмора, составлявшего вообще его отличительную черту. К партиям, делившим нашу литературу и жизнь, он оставался непричастным, строго держась того, что он считал правдой, и преданный интересам науки и русского просвещения.
Сочинения его были изданы Солдатенковым в 1870 году, с прибавлением его биографии, перепечатанной в книге «Биографии и характеристики» (СПб., 1882).
Архивное наследие историка представлено двумя архивными фондами, хранящимися в Отделе письменных источников Государственного исторического музея (ф. 312, оп. 312, д. 1—17) и Государственном архиве Нижегородской области (ф. 1827, оп. 824, д. 1—23). В ГИМ документы фонда поступили в дар от дочери историка А. С. Ешевской в 1914 г. В ОПИ ГИМ фонд был передан в 1927 г. Фонд, хранящийся в ГАНО, образовался в результате собирательской деятельности Нижегородской ученой архивной комиссии в 1916 г. Среди фотографических материалов, собранных его учеником Г. Ф. Карповым, имеются две фотографии Ешевского. Одна из них воспроизведена на титульном листе книги «Сочинения по русской истории» (М., 1865). На второй фотографии имеется дарственная надпись, сделанная за две недели до смерти историка: «Геннадию Федоровичу Карпову. 12 мая 1865 г. С. Ешевский». Архивный фонд Г. Ф. Карпова также хранится в ОПИ ГИМ.
С. В. Ешевскому принадлежала большая коллекция масонских рукописей, на основе которых он написал «Несколько замечаний о Новикове» (1857) и «Московские масоны восьмидесятых годов прошлого столетия» (1864—1865, в 2-х ч.).
Похоронен на Ваганьковском кладбище; могила утрачена.

## Семья
Был женат на Юлии Петровне Вагнер (род. около 1835 или 1836), дочери минералога П. И. Вагнера. У них было пять детей. Среди них: Ольга (умерла в детстве), Анастасия и Александра, учившаяся в Смольном институте благородных девиц и оставившая об этом мемуары. С середины 1890-х по 1900 год Александра работала фельдшерицей в ординаторском отделении Екатерининской больницы[уточнить] при Московском университете.

## Сочинения
- Ешевский С. В. 1870: К. С. Аполлинарий Сидоний, эпизод из литературной и политической истории Галлии V века // Сочинения С. В. Ешевского. Часть третья. — М., 1-342.
- Ешевский С. В. Материалы по истории русского общества XVIII века
- Ешевский С. В. Сочинения по русской истории. М., 1900.
- Сочинения С. В. Ешевского. В трех частях. — 1870. Часть I. Часть II. Часть III.